# NGC 7734
NGC 7734 is een balkspiraalstelsel in het sterrenbeeld Toekan. Het hemelobject werd op 2 november 1834 ontdekt door de Britse astronoom John Herschel.

## Synoniemen
- ESO 110-23
- ESO 78-2
- AM 2339-661
- IRAS 23398-6613
- PGC 72183